# Cuautacomulco
Cuautacomulco är en ort i Mexiko.   Den ligger i kommunen Tetela de Ocampo och delstaten Puebla, i den sydöstra delen av landet, 150 km öster om huvudstaden Mexico City. Cuautacomulco ligger 2 219 meter över havet och antalet invånare är 188.
Terrängen runt Cuautacomulco är kuperad åt sydost, men åt nordväst är den bergig. Runt Cuautacomulco är det ganska tätbefolkat, med 75 invånare per kvadratkilometer. Närmaste större samhälle är Zaragoza, 19,2 km öster om Cuautacomulco. I omgivningarna runt Cuautacomulco växer huvudsakligen savannskog.